# Nemesis (zespół muzyczny)
Nemesis – zespół muzyczny grający muzykę disco polo. Został założony w 1990 roku w Sochaczewie / Chodakowie. Wydał pięć albumów muzycznych. Zespół tworzyli: Robert Myczka, Ewa Myczka, Dariusz Zwierzchowski, Sławomir Marcinkowski. Zespół nagrał teledyski, a niektóre były emitowane w programie Disco Relax.

## Dyskografia
- Proszę wróć (1992, B.S. 063)

1. C'est La Vie[5]
2. Proszę wróć[6]
3. Pomyliłem się
4. Mały książę[7]
5. Lecz wiem
6. Moja biała róża[8]
7. Chodaków
8. Clown

- Za jeden uśmiech (B.S. 076)

1. Za jeden uśmiech[9]
2. To była gra
3. Dla Ewy
4. Bolero
5. Dziewczyna z zabawy
6. Nasze sny
7. Malinowa dziewczyna[10]
8. Nasza Grupa ('Nemesis')[1]

- Gdy się ma 15 lat (B.S. 133)

1. Gdy się ma 15 lat[11]
2. Stokrotka
3. Procentowa miłość
4. Czas wakacji
5. Ufoludki
6. Tęskonota
7. Disco czar
8. Brzeg morza
9. Przez łzy

- Mów mi kochanie (STD 082)

1. Fajtłapa (Nie zabrał prezerwatywy)[12]
2. Mów mi kochanie[3]
3. Wróć[13]
4. Za ciosem cios[14]
5. Taki zły
6. (Powiedz) Dlaczego płaczesz[15]
7. Na rozstaju dróg[16]
8. Choć ze mną[17]
9. Powiedz mi

- Podaruję ci świat (STD 159)

1. Romeo (i Julia)
2. Zostań[18]
3. Wspomnienie[19]
4. Tylko noc[20]
5. Nasza miłość
6. Ciebie mam
7. Pomalujemy świat
8. Tamte dni
9. Co się stało
10. Podaruję ci świat[21]

- Zimna jak lód[22]